# Mount Cook (British Columbia)
Der Mount Cook ist ein 2676 m hoher Berg mit einer Schartenhöhe von 66 m in den Garibaldi Ranges der Coast Mountains im Südwesten der kanadischen Provinz British Columbia im Squamish-Lillooet Regional District.

## Geographie
Der Mount Cook thront im Nordwesten des Garibaldi Provincial Park über dem Nordufer des Wedgemount Lake, 13 km nordöstlich von Whistler. Der nächsthöhere Gipfel ist der Mount Weart (2835 m), 1,2 km südöstlich. Der Armchair Glacier liegt zwischen Cook und Weart, der Weart Glacier am Nordhang des Cook. Die Abflüsse der Niederschläge vom Berg und das Schmelzwasser der Gletscher fließen in den Wedgemount Lake und den Green River.
Der Berg wurde als Miniweart und North Wedge bezeichnet, bevor der Name Cook im Juni 1977 von den Bergsteigern Neal Carter und Karl Ricker vom Alpine Club of Canada vorgeschlagen wurde. Der Name des Berges wurde am 9. März 1979 vom Geographical Names Board of Canada offiziell anerkannt.
| Highway 99      |                    | Mount Moe     |
| Green River     |                    | Weart Glacier |
| Rethel Mountain | Parkhurst Mountain | Mount Weart   |

## Klima
In Bezug auf die Klimaklassifikation nach Köppen und Geiger herrscht am Mount Cook  ein Westseiten-Seeklima. Die meisten Wetterfronten stammen vom Pazifik und bewegen sich ostwärts auf die Coast Mountains zu, wo sie durch die Berge zum  Aufsteigen (Windstau) gezwungen werden, was wiederum dazu führt, dass die enthaltene Feuchtigkeit in Form von Regen oder Schnee abgegeben wird. Im Ergebnis führt das zu hohen Niederschlägen in den Coast Mountains, insbesondere zu starken Schneefällen im Winter. Die Temperaturen können unter −20 °C fallen, unter Berücksichtigung von Windchill-Einfluss unter −30 °C. Die Monate Juli bis September bieten die besten Wetterbedingungen für einen Aufstieg.

## Kletterrouten
Am Mount Cook sind folgende Felskletterrouten etabliert:
- über den Westgrat – YDS-Klasse 2
- über den Ostgrat – YDS-Klasse 3